# モチュディ
モチュディ（Mochudi）は、ボツワナの都市。ボツワナ南東部に位置し、カトレン地区の州都である。人口約40000人。標高938m。首都ハボローネから北東に37km離れており、ハボローネとフランシスタウンを結ぶ道路上に位置する。モチュディはツワナ人の一部族であるカトラ族によって1871年に建設された。

## 概要
モチュディの丘の上にはフタディコボ博物館があり、モチュディやカトラ族の古い文書や写真が展示されている。モチュディは現在でもカトラ族の本拠地であり、伝統的な塗装の家屋や伝統的な部族議会（コトラ）によっても知られている。

## 出身者
- ニア・キュンツァー（英語版） - 元ドイツ代表サッカー選手